# Lowndes County, Mississippi
Lowndes County är ett county beläget i östra delen av delstaten Mississippi, USA. Den administrativa huvudorten (county seat) är Columbus. 

## Geografi
Enligt United States Census Bureau så har countyt en total area på 1 336 km². 1 300 km² av den arean är land och 36 km² är vatten. 

### Angränsande countyn
- Noxubee County - syd
- Oktibbeha County - väst
- Clay County - nordväst
- Monroe County - nord
- Lamar County, Alabama - nordost
- Pickens County, Alabama - sydost